# Mugil hospes
Mugil hospes is een  straalvinnige vissensoort uit de familie van harders (Mugilidae). De wetenschappelijke naam van de soort is voor het eerst geldig gepubliceerd in 1895 door Jordan & Culver.
De soort staat op de Rode Lijst van de IUCN als niet bedreigd, beoordelingsjaar 2008.